# Rudna Mała (Basses-Carpates)
Pour les articles homonymes, voir Rudna Mała.
Rudna Mała est une localité polonaise de la gmina de Głogów Małopolski, située dans le powiat de Rzeszów en voïvodie des Basses-Carpates.